# Arquidiocese de Malanje
A Arquidiocese de Malanje (Archidiœcesis Malaniensis) é uma circunscrição eclesiástica da Igreja Católica situada em Malanje, em Angola. Seu atual arcebispo é Dom Luzizila Kiala. Sua Sé é a Catedral de Nossa Senhora da Assunção de Malanje.
Possui 18 paróquias servidas por 37 padres, abrangendo uma população de 998 000 habitantes, com 60,1% da dessa população jurisdicionada batizada (600 000 católicos).

## História
Antes da ereção da diocese de Malanje, na cidade de Malanje esteve instalada a Missão Sui Iuris de Lunda entre 1900 e 1940, criada a partir do território da Prefeitura Apostólica do Baixo Congo no Cubango. Embora a missão sui iuris tenha sido suprimida em benefício da Arquidiocese de Luanda, considera-se esta a primeira sede católica da cidade.
O Papa Pio XII recriou a sede católica, já na condição de "diocese de Malanje", pela bula Inter sollicitudines com data de 25 de Novembro de 1957, de território a partir da Arquidiocese de Luanda. Em 12 de Abril de 2011 foi elevada a arquidiocese pela bula Cum in Angolia do Papa Bento XVI e foram desmembradas as Dioceses de Nadalatando e Uíge da província eclesiástica de Luanda para serem suas sufragâneas.

## Episcopados
|                 | Nome                                    | Período    | Notas                                 |
| Arcebispos      | Arcebispos                              | Arcebispos | Arcebispos                            |
| --------------- | --------------------------------------- | ---------- | ------------------------------------- |
| 3º              | Dom Luzizila Kiala                      | 2021-      | Atual                                 |
| 2º              | Dom Benedito Roberto, C.S.Sp.           | 2012-2020  | Faleceu durante o arquiepiscopado     |
| 1º              | Dom Luis María Pérez de Onraita Aguirre | 2011-2012  |                                       |
| Bispos          |                                         |            |                                       |
| 6º              | Dom Luis María Pérez de Onraita Aguirre | 1998-2011  |                                       |
| 5º              | Dom Eugénio Salessu                     | 1977-1998  |                                       |
| 4º              | Dom Alexandre do Nascimento             | 1975-1977  | Nomeado Arcebispo de Lubango          |
| 3º              | Dom Eduardo André Muaca                 | 1973-1975  | Nomeado Arcebispo-coadjutor de Luanda |
| 2º              | Dom Pompeu de Sá Leão e Seabra, C.S.Sp. | 1962-1973  |                                       |
| 1º              | Dom Manuel Nunes Gabriel                | 1957-1962  | Nomeado Arcebispo-coadjutor de Luanda |
| Bispo-coadjutor |                                         |            |                                       |
|                 | Dom Luis María Pérez de Onraita Aguirre | 1995-1998  |                                       |